# 发现摩西 (委罗内塞,第戎)

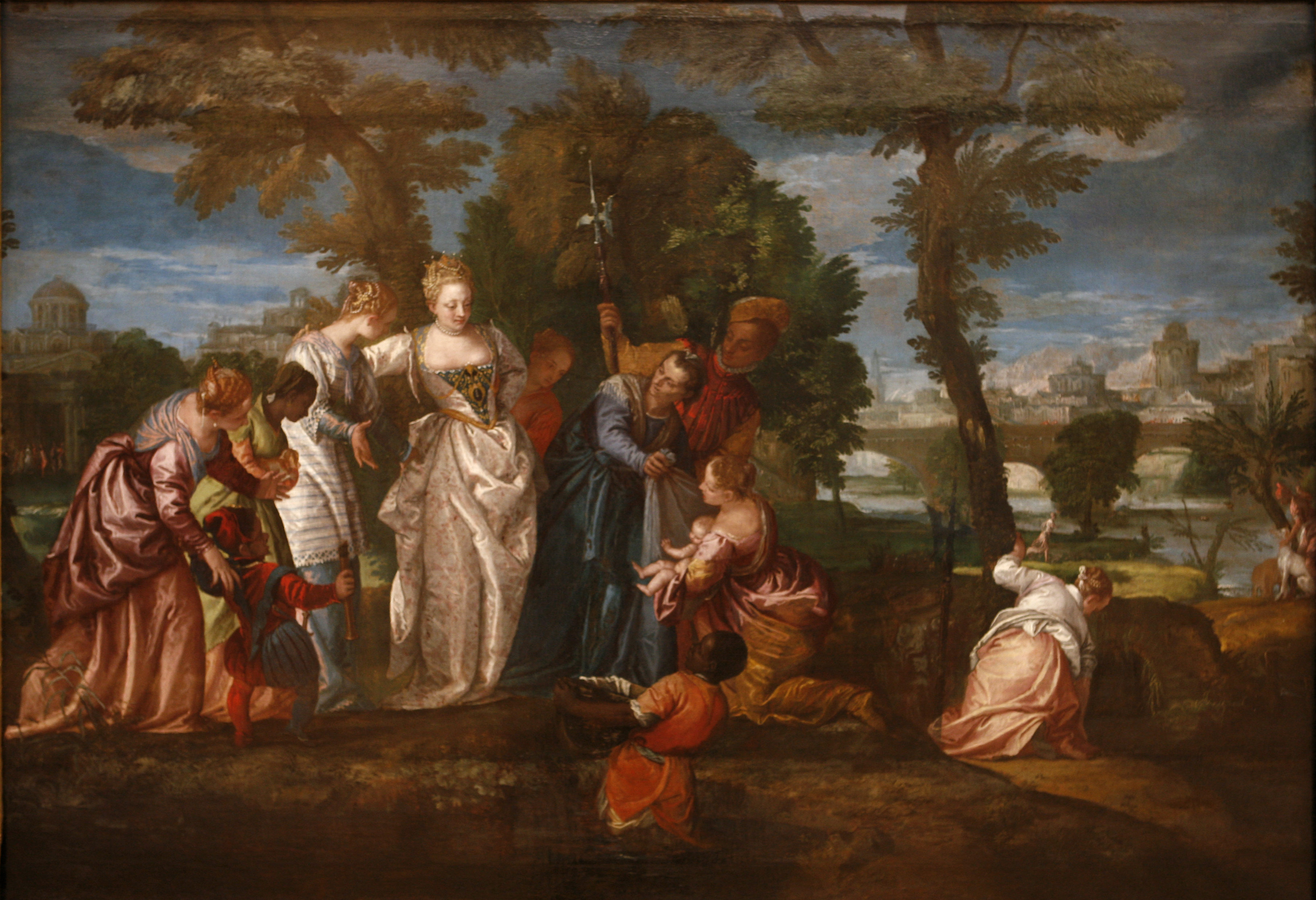

《发现摩西》是保罗·委罗内塞的一幅布面油画，绘制于1580 年，自 1812 年以来一直收藏在第戎美术馆。
1687 年，路易十四收购勒这幅画，悬挂在凡尔赛宫。18 世纪初存放在莫顿城堡 。